# Oligonychus changi
Oligonychus changi är en spindeldjursart som beskrevs av Tseng 1980. Oligonychus changi ingår i släktet Oligonychus och familjen Tetranychidae. Inga underarter finns listade i Catalogue of Life.